# 克洛迪·奥萨尔
克洛迪·奥萨尔（法語：Claudie Ossard，法語發音：[klodi ɔsaʁ]；1943年12月16日—），出生於法國巴黎的電影製作人。

## 生平
父親是電影演員，因此電影對她產生極大的熱情，1994年起就先後創設兩個影視相關的製作公司，致力於各類型的劇情長片電影創作。

## 製作的作品
- 1980：《Téléphone Public》（公共電話）[1]
- 1981：《Diva》（歌劇女主角）[2]
- 1986：《37°2 le matin》（巴黎野玫瑰）[3]
- 1986：《Charlotte for Ever》（永遠的夏綠蒂）[4]
- 1989：《Marquis》（侯爵）[5]
- 1991：《Delicatessen》（黑店狂想曲）[6]
- 1993：《Arizona Dream》（亞歷桑納夢遊）[7]
- 1995：《La Cité des enfants perdus》（驚異狂想曲）[8]
- 1998：《Que la lumière soit》（擁抱光明）[9]
- 2001：《Jeu de cons》[10]
- 2001：《Le Fabuleux Destin d'Amélie Poulain》（艾蜜莉的異想世界）[11]
- 2003：《Laisse tes mains sur mes hanches》（單身媽媽的愛情童話）[12]
- 2003：《Le Fils de Boucle d'Or》
- 2004：《Mon ange》（我的天使）[13]
- 2006：《Paris, je t'aime》（巴黎，我爱你）[14]
- 2007：《Les Écorchés》
- 2009：《Coco Chanel & Igor Stravinsky》（香奈兒的祕密）[15][16]
- 2009：《Ricky》（瑞奇）[17]
- 2010：《Le Refuge》（庇護）[18]
- 2011：《Pina》（碧娜鮑許）[19][20]
- 2012：《Dans la maison》（登堂入室）[21]
- 2013：《Attila Marcel》（聲夢奇遇）[22]
- 2015：《FOUJITA》（藤田嗣治：乳白色的裸女）[23]

## 受獎
- 2002年：凱歌獎

## 相關連結
- 克洛迪·奥萨尔在互联网电影资料库（IMDb）上的資料（英文）
- 克洛迪·奥萨尔的Instagram帳戶